# Караме, Омар
Омар Абдул Хамид Караме (араб. عمر عبد الحميد كرامي‎); 7 сентября 1934, Нури, Ливан — 1 января 2015, Бейрут, Ливан) — премьер-министр Ливана. В первый раз с 24 декабря 1990 года, когда Селим Хосс отказался от власти, до 13 мая 1992 года, когда подал в отставку после массовых протестов на фоне обвала национальной валюты. Снова был приведён к присяге 21 октября 2004 года и подал в отставку 28 февраля 2005 года во время массовых демонстраций, последовавших за убийством предыдущего премьер-министра, Рафика Харири.

## Биография
Омар Караме родился на севере Ливана в городе Нури. Сын бывшего премьер-министра и героя борьбы за независимость Абдула Хамида Караме и младший брат Рашида Караме, бывшего в должности премьер-министра восемь раз, и убитого в 1987 году. Изучал право в Каирском университете и Американском университете Бейрута. С 1956 работал адвокатом и выполнял местные поручения своего старшего брата, после убийства которого пришёл в политику и был избран в парламент в качестве депутата от Триполи в 1991 году. Является убежденным сторонником тесных связей с соседней Сирией.
После убийства предыдущего премьер-министра, Рафика Харири, в 2005 году, члены оппозиции обвинили Сирию в убийстве, и потребовали от Сирии вывести свои войска и сотрудников спецслужб из Ливана, про-сирийское правительство Караме выступило против. Некоторые лидеры оппозиции обвинили правительство Караме в причастности к убийству. Несмотря на официальный запрет на проведение демонстраций, усиливались протесты в Бейруте, и оппозиция намеревалась выразить вотум недоверия. Под нарастающим давлением оппозиции 28 февраля 2005 года Караме объявил об отставке правительства, хотя он временно оставался в должности исполняющего обязанности премьер-министра.
Но спустя десять дней после роспуска правительства, после масштабных про-сирийских демонстраций в Бейруте, организованных радикальной шиитской организацией Хезболла, Президент Эмиль Лахуд 10 марта вновь назначил Караме на пост премьер-министра и поручил ему сформировать новое правительство. С поддержкой большинства депутатов, Караме призвал все стороны присоединиться к правительству национального единства.
13 апреля, после неудачной попытки создать новое правительство, Караме подал в отставку ещё раз.
Скончался 1 января 2015 года на 81-м году жизни в столице страны Бейруте после продолжительной болезни. В стране был объявлен трёхдневный траур.